# Харпа
«Харпа» (исл. Harpa — арфа) — концертный зал и конференц-центр в Рейкьявике.

## Проект
Проект был разработан датской фирмой Henning Larsen Architects в сотрудничестве с датско-исландским художником Олафуром Элиассоном.
Первоначальный проект здания включал отель на 400 номеров, роскошные апартаменты, магазины, рестораны, парковку и новый головной офис исландского банка Landsbanki. В полной мере эту идею не удалось реализовать из-за финансового кризиса.
Концертный зал уже был наполовину построен, но завершение строительства оставалось под вопросом до тех пор, пока в 2008 году правительство не решило в полном объёме покрыть оставшиеся расходы на строительство. В течение нескольких лет он был единственным осуществляемым строительным проектом в Исландии. Строительство обошлось в 164 миллиона евро.
Своё название, «Харпа», зал получил в День исландской музыки 11 декабря 2009 года, до этого его названием было «Рейкьявикский концертный зал и конференц-центр». Это первый концертный зал в Исландии, построенный именно для этой цели. Здесь размещаются Исландский симфонический оркестр и офисы Исландской оперы. Концерт в честь открытия состоялся 4 мая 2011 года, для всех желающих «Харпа» открылась спустя неделю, 13 мая 2011 года. Здание управляется компанией Portus, принадлежащей правительству Исландии и городу Рейкьявик.

## Архитектура
В стальной каркас стен вставлены стеклянные панели в виде сотовых ячеек разных цветов со встроенными светодиодами, которые отражают и преломляют внешний свет и создают удивительную по красоте игру красок и полутонов. Благодаря стеклянным стенам и потолку помещение наполнено светом и воздухом. Внутри создаётся ощущение большого пространства, лёгкости и полёта. Внутри «Харпа» разделена на пять этажей, но это деление условно, потому что плоскости этажей разорваны и как будто парят в воздухе. Общая площадь здания — 28 000 квадратных метров.
«Харпа» — лауреат премии Европейского союза в области современной архитектуры (англ.) — премии имени Миса ван дер Роэ 2013 года и других наград.

## Залы
В «Харпе» четыре зала:
- «Элдборг» (исл. Eldborg — потухший кратер), самый большой зал (1600—1800 мест). Он оформлен в чёрно-красных тонах, символизирующих цвета извержения вулкана. В этом зале проводятся международные конгрессы, концерты симфонической музыки, выступают музыканты и музыкальные коллективы со всего мира.
- «Сильфурберг» (исл. Silfurberg — исландский шпат) — зал на 750 мест.
- «Нордюрльёс» (исл. Norðurljós — северное сияние) — зал на 450 мест.
- «Кальдалон» (исл. Kaldalón — холодная лагуна) — зал на 195 мест.

Архитектурной акустикой залов занималась фирма Artec Consultants.
Кроме четырёх концертных залов, здесь есть также помещения, оборудованные для проведения встреч, семинаров, конференций и т. п. Также в здании находятся сувенирные магазины, бутики, цветочный салон, книжный магазин, кафе и ресторан с панорамным видом на исторический центр Рейкьявика. «Харпа» является самым посещаемым зданием Рейкьявика. Его двери открыты для свободного посещения круглый год семь дней в неделю.

## Концерты
«Харпа» — площадка для проведения многочисленных фестивалей, концертов (в том числе бесплатных), шоу, выступлений и презентаций. Большое внимание уделяется концертам народной исландской музыки.
В «Харпе» неоднократно выступал знаменитый дирижёр Владимир Ашкенази, эмигрировавший из СССР в Исландию в 1969 году.
Российские музыканты, выступавшие в «Харпе»:
- Ансамбль виолончелистов Санкт‐Петербурга под управлением Ольги Рудневой (2013);
- Дирижёр Владимир Спиваков и «Виртуозы Москвы» (2013);
- Санкт-Петербургский театр балета (2013 — «Лебединое озеро», 2014 — «Щелкунчик»);
- Скрипач Илья Грингольц и дирижёр Илан Волков (2014);
- Пианист Евгений Кисин и Владимир Ашкенази (2014).